# Вахитов, Анур Хисматович
Анур Хисматович Вахитов (баш. Әнүр Хисмәт улы Вәхитов; 1932—1984) — башкирский советский писатель, поэт, переводчик, литературовед и педагог. Член Союза писателей Башкирской АССР (1965), кандидат филологических наук (1965).

## Биография
Вахитов Анур Хисматович родился 20 декабря 1932 года в деревне Тугай Красноусольского района Башкирской АССР (ныне Гафурийского района Башкортостана). Учился в Ковардинской семилетней, а после в Саитбабинской средней школах родного района. С 1951 года преподавал в Толпаровской семилетней школе своего района.
В 1958 году окончил Башкирский государственный университет.
В 1958—1961 гг. работал преподавателем в Башкирском государственном университете.
С 1964 года являлся старшим научным сотрудником Института истории, языка и литературы Башкирского филиала АН СССР.

## Научная и творческая деятельность
В 1962—1964 годах учился в аспирантуре Института истории, языка и литературы АН СССР и в 1965 году защитил кандидатскую диссертацию на тему «Современный башкирский роман». Научные работы Анура Вахитова посвящены теории башкирской литературы. В книгах «Таланттың асылы»(1972; «Суть таланта»), «Офоҡтар киңәйгәндә» (1979; «Когда раздвигаются горизонты»), «Жанр и стиль в башкирской прозе» (1982) учёным описывается эволюция жанров башкирской прозы, а книгах «Ижади портреттәр» (1976; «Творческие портреты»), «Әҙәбиәт шоңҡары» (1984; «Сокол литературы») и других — творческие портреты башкирских писателей — З. А. Биишевой, Х. Гиляжева, Д. Ф. Исламова, Г. Саляма, Я. Х. Хамматова.
В 1955 году в газете «Ленинсы» были впервые опубликованы стихи Анура Вахитова. В 1963 году издан первый сборник рассказов и сказок «Салауат күпере» («Мост Салавата»), а в 1969 году — «Шәжәрә» («Родословная»). В этих сборниках писатель воспевает батыров, которые соблюдают традиции башкирского народа, готовы отдать жизнь за Родину и счастье народа. В повествование включены образцы башкирского народного фольклора — хикаяты.
Анур Вахитов является автором книг «Ҡайын суҡтары» (1966; «Берёзовые серёжки»), «Светлая душа» и «Сейәлетүбә» (1985; «Вишнёвая гора»). В 1992 году вышел его сборник стихов «Тамырҙарым» («Корни мои»).

## Книги
- Эпик киңлектәрҙә: тәнҡит мәҡәләләре. Өфө, 1968.
- Яҡты күңел. Өфө, 1981.
- Жанр и стиль в башкирской прозе. Уфа, 1982.
- Башҡорт прозаһында жанр-стиль ҡанундары. Өфө, 2007.

## Память
- Именем писателя названы улицы в сёлах Красноусольский и Саитбаба Гафурийского района Республики Башкортостан.
- На здании Саитбабинской средней школы и в Уфе на доме, где жил Анур Вахитов, установлены мемориальные доски.